# 760-769

## Belangrijke gebeurtenissen

### Arabische Rijk
- 762 : Kalief Al-Mansoer sticht Bagdad, een dorpje in de omgeving van de ruïnes van Ctesiphon. De stad wordt de nieuwe residentie van het Kalifaat van de Abbasiden en het centrum van een enorm handelsnetwerk; karavanen en zeilschepen voeren goud aan uit Nubië, linnen uit Egypte, tapijten uit Armenië, robijnen uit India en specerijen uit Oost-Indië. Tevens wordt er een instituut voor geneeskunst gesticht en geleerden bestuderen de koran.

### Frankische Rijk
- 768 : Pepijn de Korte sterft, het Frankische Rijk wordt verdeeld onder zijn zonen Karel en Karloman. Karel krijgt de gebieden langs de westelijke en noordelijke kusten: het westen van Aquitanië, de grootste delen van Neustrië en Austrasië, en Thüringen. Karloman krijgt Bourgondië, Allemannië, de resterende delen van Aquitanië, Neustrië en Austrasië, de Provence, en het indirecte gezag over Beieren.

#### Lage Landen
- De Angelsaksische missionaris Lebuïnus sticht kerken in Zwolle, Deventer en kleinere plaatsen in de IJsselstreek.

## Heersers

### Europa
- Asturië: Fruela I (757-768), Aurelius (768-774)
- Beieren: Tassilo III (748-788)
- Bulgaren: Vinech (756-760), Telets (760-763), Sabin (763-766), Oemor (766), Toktoe (766-767), Pagan (767-768), Telerig (768-777)
- Byzantijnse Rijk: Constantijn V (741-775)
- Engeland en Wales
  - Essex: Sigeric (758-798)
  - Gwynedd: Caradog ap Meirion (ca. 754-798)
  - Kent: Oost/ Æthelberht II (725-762), Eadbert II, Sigered, Eanmund (762-764) en Heabert (764-765) : West/ Eardwulf (748-765) Ecgbert II (765-779)
  - Mercia: Offa (757-796)
  - Northumbria: Aethelwald Moll (759-765), Alhred (765-774)
  - Wessex: Cynewulf (757-786)
- Franken: Pepijn de Korte (751-768), Karloman I (768-771), Karel de Grote (768-814)
  - Aquitanië: Waifar (748-767), Hunold II (767-769), Lupus II (768-781)
- Longobarden: Desiderius (756-774)
  - Benevento: Arechis II (758-787)
  - Spoleto: Gisulf (758-763), Theodicius (763-773)
- Omajjaden (Córdoba): Abd-ar-rahman I (756-788)
- Venetië (doge): Domenico Monegario (756-764), Maurizio Galbaio (764-787)

### Azië
- Abbasiden (kalief van Bagdad): al-Mansoer (754-775)
- China (Tang): Tang Suzong (756-762), Tang Daizong (762-779)
- India
  - Pallava: Nandivarman II (731-795)
  - Rashtrakuta: Krishna I (756-774)
- Japan: Junnin (758-764), Shotoku (764-770)
- Silla (Korea): Gyeongdeok (742-765), Hyegong (765-780)
- Tibet: Trisong Detsen (756-797)

### Religie
- paus: Paulus I (757-767), Stefanus III (767-772)
  - tegenpaus: Constantijn II (767-768), Filippus (768)
- patriarch van Alexandrië (Grieks): Cosmas I (ca. 727-768), Politianus (768-813)
- patriarch van Alexandrië (koptisch): Michaël I (743-767), Mina I (767-775)
- patriarch van Antiochië (Grieks): Theodorus (751-797)
- patriarch van Antiochië (Syrisch): Georgius I (758-790)
- patriarch van Constantinopel: Constantijn II (754-766), Nicetas (766-780)
- imam (sjiieten): Jafer Sadiq (732-765), Musa ibn Ja'far (765-799)

<< · 760 · 761 · 762 · 763 · 764 · 765 · 766 · 767 · 768 · 769 · >>
<< · 700-709 · 710-719 · 720-729 · 730-739 · 740-749 · 750-759 · 760-769 · 770-779 · 780-789 · 790-799 · >>